# معارفه

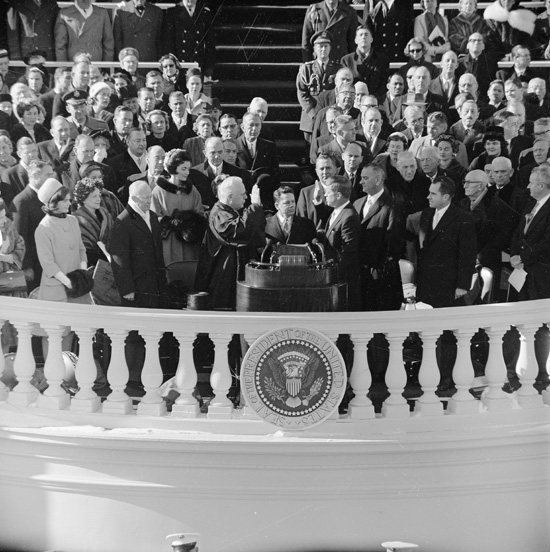
تحلیف جان اف. کندی (۱۹۶۱)

معارفه یا تحلیف مراسمی است که طی آن آغاز به کار شخصی که پیش از این بر مقامی منصوب شده بوده اعلام می‌گردد. امروزه برگزاری چنین مراسمی بسیار معمول است. مراسم معارفه در آغاز به کار افراد در پست‌های مهم اجرایی و مدیریتی در دولت یا شرکت‌های بزرگ خصوصی، مربیان و بازیکنان ورزشی و به خصوص مردان سیاسی به کار می‌رود.
در این مراسم فرد سوگند یاد می‌کند که همهٔ استعداد و صلاحیت خویش را در راه ایفای مسئولیت‌هایی که برعهده گرفته‌است، به کار گیرد و در پایان سوگندنامه را امضا می‌کند.